# Eugenia patens
Eugenia patens là một loài thực vật có hoa trong Họ Đào kim nương. Loài này được Poir. mô tả khoa học đầu tiên năm 1813.